# 南京大學政治學系
南京大学政治学系前身是国立中央大学政治学系，可以追溯的渊源历史悠久，现为南京大学政府管理学院的组成系科之一。

## 现况概览

### 专业设置
- 本科专业
  - 政治学与行政学
  - 行政管理

- 研究生专业
  - 政治学理论
  - 行政管理
  - 中外政治制度
  - 马克思主义理论与思想政治教育

- 公共管理(MPA，Master of Public Administration)专业硕士学位教育 （南京大学政府管理学院）

### 研究机构
·中国政治与行政发展研究所 
·公共事务与政策研究所 
·东亚研究所 
·政治学教研室 
·行政管理教研室 
·国际政治教研室 
·马克思主义理论教研部 
·邓小平理论研究中心

### 师资
部分教授
- 严强：政治学基础理论、公共政策
- 闾小波：近现代中国政治发展、政治传播学
- 黄健荣：公共管理、决策分析
- 张凤阳：政治哲学、政治社会学
- 张永桃：马克思主义政治理论研究

## 传统与特色
国立中央大学早期开始，曾有注重行政管理实践教育的传统。后来整个政治系统发生改变，注重政治屡践实务教育的传统也不复存在。当时县长实行考选而非民选，全校一度一届有40余位毕业生被中央政府派至各地充任县长，占到毕业生总数的十分之一。不过，纯洁的文官通常很难在军阀林立或者专制的政权下有多少作为。这使人联想到古代南京的中央学府，南京太学以造就治世之才为一大要义，甚至明时曾有朝廷一次在此选拔千餘南监监生授知州、知縣等職派赴各处的景象。今非昔比，只留下一段段历史来刻画中国政治的变迁。

## 历史概要
南京大学政治学系前身是国立中央大学政治学系，学科历史悠久。
1921年，南京高等师范学校改建为国立东南大学，文理科下设政法經濟係，王伯秋任係主任；后分設政治学系，陈茹玄等人曾任系主任。往前追溯，1912年后的三江師範學堂和兩江師範學堂時期曾設法制經濟課程。1927年国民政府定都南京后，东南大学改组中央大学，为因应中央和地方政府对政治与行政管理人才的需求，国立中央大学政治学系得到进一步充实，形成了中国最早的现代屡践型政治行政系；执教的有周鲠生、王世杰、钱端升、乔万选、张奚若、程天放、雷沛鸿等人。1929年，杭立武回国担任系主任，1932年组织在校成立中国政治学会。
1949年，中央大学更名南京大学；1952年，南京大学政治学系调出停办，部分教师转到其他系科。1978年中国大陸文化大革命结束後，恢复政治学专业；1986年正式复建政治与行政管理系。
1997年，政治行政系和社会学等系组建社会工程与管理学院，2001年更名为公共管理学院，2009年更名为政府管理学院。1999年起开设公共管理专业硕士MPA学位教育。
2021年，在政治学系国际政治专业基础上，整合有关资源组建成立南京大学国际关系学院。

## 校友
- 周書楷：中華民國外交部長
- 王作榮：中華民國考選部長、監察院院長
- 楚崧秋：歷任《中華日報》社社長、《中央日報》發行人兼社長、中國國民黨中央文化工作會主任、中國電視公司董事長、全國報業協會理事長、中國新聞學會理事長
- 夏書章：中國當代行政學的主要奠基人，被稱為“中國MPA之父”。

## 链接
- 南京大学政治学系
- 南京大学政治与行政管理系 （页面存档备份，存于）
- 南京大学政府管理学院 （页面存档备份，存于）